# Cristiano Augusto del Palatinato-Sulzbach
Cristiano Augusto del Palatinato-Sulzbach (Sulzbach, 26 luglio 1622 – Sulzbach, 23 aprile 1708) è stato conte palatino del Palatinato-Sulzbach dal 1632 al 1708.

## Biografia
Nacque a Sulzbach nel 1622, figlio primogenito di Augusto del Palatinato-Neuburg, conte palatino e duca di Sulzbach, al quale succedette alla sua morte nel 1632. Fu un monarca estremamente tollerante, garantendo ai propri cittadini la scelta se essere cattolici o protestanti. Nel 1666 permise anche l'insediamento degli ebrei all'interno dei propri territori. Sotto il suo dominio, Sulzbach divenne un ricco centro intellettuale e un significativo centro di stampa per la zona.
Alla sua morte nel 1708 venne sepolto nella chiesa di Santa Maria a Sulzbach.

## Matrimonio e figli
Il 27 marzo 1649 sposò Amalia di Nassau-Siegen (12 settembre 1615 – 24 agosto 1669), figlia del conte Giovanni VII di Nassau-Siegen,  dalla quale ebbe i seguenti figli:
- Edvige del Palatinato-Sulzbach (15 aprile 1650 – 23 novembre 1681), sposata il 9 aprile 1668 con il duca Giulio Francesco di Sassonia-Lauenburg;
- Amalia del Palatinato-Sulzbach (31 maggio 1651 – 11 dicembre 1721);
- Giovanni Augusto Hiel (11 dicembre 1654 – 14 aprile 1658);
- Cristiano (14 agosto 1656 – 9 novembre 1657);
- Teodoro Eustachio del Palatinato-Sulzbach (14 febbraio 1659 – 11 luglio 1732).

## Ascendenza
|                                                         |                                                 |                                        | Genitori                                            |  |  | Nonni |  |  | Bisnonni                                             |  |  | Trisnonni                                    |  |
|                                                         |                                                 |                                        |                                                     |  |  |       |  |  | 8. Wolfgang, conte palatino di Zweibrücken e Neuburg |  |  | 16. Ludwig II, conte palatino di Zweibrücken |  |
|                                                         |                                                 |                                        |                                                     |  |  |       |  |  | 8. Wolfgang, conte palatino di Zweibrücken e Neuburg |  |  | 16. Ludwig II, conte palatino di Zweibrücken |  |
|                                                         |                                                 | 17. Elisabeth von Hessen               |                                                     |  |  |       |  |  | 8. Wolfgang, conte palatino di Zweibrücken e Neuburg |  |  |                                              |  |
| 4. Philipp Ludwig, conte palatino di Neuburg e Sulzbach |                                                 |                                        |                                                     |  |  |       |  |  | 8. Wolfgang, conte palatino di Zweibrücken e Neuburg |  |  |                                              |  |
|                                                         |                                                 | 9. Anna von Hessen                     | 18. Philipp I, langravio d'Assia                    |  |  |       |  |  |                                                      |  |  |                                              |  |
|                                                         |                                                 | 9. Anna von Hessen                     | 18. Philipp I, langravio d'Assia                    |  |  |       |  |  |                                                      |  |  |                                              |  |
|                                                         |                                                 | 9. Anna von Hessen                     | 19. Christina von Sachsen                           |  |  |       |  |  |                                                      |  |  |                                              |  |
| 2. August, conte palatino di Sulzbach                   |                                                 | 9. Anna von Hessen                     |                                                     |  |  |       |  |  |                                                      |  |  |                                              |  |
|                                                         |                                                 | 10. Wilhelm, duca di Jülich-Kleve-Berg | 20. Johann III, duca di Kleve                       |  |  |       |  |  |                                                      |  |  |                                              |  |
|                                                         |                                                 | 10. Wilhelm, duca di Jülich-Kleve-Berg | 20. Johann III, duca di Kleve                       |  |  |       |  |  |                                                      |  |  |                                              |  |
|                                                         |                                                 | 10. Wilhelm, duca di Jülich-Kleve-Berg | 21. Maria, duchessa di Jülich e Berg                |  |  |       |  |  |                                                      |  |  |                                              |  |
| 5. Anna von Jülich-Kleve-Berg                           |                                                 | 10. Wilhelm, duca di Jülich-Kleve-Berg |                                                     |  |  |       |  |  |                                                      |  |  |                                              |  |
|                                                         |                                                 | 11. Maria von Österreich               | 22. Ferdinand I, imperatore del Sacro Romano Impero |  |  |       |  |  |                                                      |  |  |                                              |  |
|                                                         |                                                 | 11. Maria von Österreich               | 22. Ferdinand I, imperatore del Sacro Romano Impero |  |  |       |  |  |                                                      |  |  |                                              |  |
|                                                         |                                                 | 11. Maria von Österreich               | 23. Anna Jagiellonka                                |  |  |       |  |  |                                                      |  |  |                                              |  |
| 1. Christian August, conte palatino di Sulzbach         |                                                 | 11. Maria von Österreich               |                                                     |  |  |       |  |  |                                                      |  |  |                                              |  |
|                                                         | 12. Adolf I, duca di Schleswig-Holstein-Gottorp | 24. Frederik I, re di Danimarca        |                                                     |  |  |       |  |  |                                                      |  |  |                                              |  |
|                                                         | 12. Adolf I, duca di Schleswig-Holstein-Gottorp | 24. Frederik I, re di Danimarca        |                                                     |  |  |       |  |  |                                                      |  |  |                                              |  |
|                                                         | 12. Adolf I, duca di Schleswig-Holstein-Gottorp | 25. Zofia Pomorska                     |                                                     |  |  |       |  |  |                                                      |  |  |                                              |  |
| 6. Johann Adolf, duca di Schleswig-Holstein-Gottorp     | 12. Adolf I, duca di Schleswig-Holstein-Gottorp |                                        |                                                     |  |  |       |  |  |                                                      |  |  |                                              |  |
|                                                         |                                                 | 13. Christine von Hessen               | 26. Philipp I, langravio d'Assia (= 18)             |  |  |       |  |  |                                                      |  |  |                                              |  |
|                                                         |                                                 | 13. Christine von Hessen               | 26. Philipp I, langravio d'Assia (= 18)             |  |  |       |  |  |                                                      |  |  |                                              |  |
|                                                         |                                                 | 13. Christine von Hessen               | 27. Christina von Sachsen (= 19)                    |  |  |       |  |  |                                                      |  |  |                                              |  |
| 3. Hedwig von Schleswig-Holstein-Gottorf                |                                                 | 13. Christine von Hessen               |                                                     |  |  |       |  |  |                                                      |  |  |                                              |  |
|                                                         |                                                 | 14. Frederik II, re di Danimarca       | 28. Christian III, re di Danimarca                  |  |  |       |  |  |                                                      |  |  |                                              |  |
|                                                         |                                                 | 14. Frederik II, re di Danimarca       | 28. Christian III, re di Danimarca                  |  |  |       |  |  |                                                      |  |  |                                              |  |
|                                                         |                                                 | 14. Frederik II, re di Danimarca       | 29. Dorothea von Sachsen-Lauenburg                  |  |  |       |  |  |                                                      |  |  |                                              |  |
| 7. Augusta af Danmark                                   |                                                 | 14. Frederik II, re di Danimarca       |                                                     |  |  |       |  |  |                                                      |  |  |                                              |  |
|                                                         |                                                 | 15. Sophie von Mecklenburg-Güstrow     | 30. Ulrich II, duca di Meclemburgo-Güstrow          |  |  |       |  |  |                                                      |  |  |                                              |  |
|                                                         |                                                 | 15. Sophie von Mecklenburg-Güstrow     | 30. Ulrich II, duca di Meclemburgo-Güstrow          |  |  |       |  |  |                                                      |  |  |                                              |  |
|                                                         |                                                 | 15. Sophie von Mecklenburg-Güstrow     | 31. Elisabeth af Danmark                            |  |  |       |  |  |                                                      |  |  |                                              |  |
|                                                         |                                                 | 15. Sophie von Mecklenburg-Güstrow     |                                                     |  |  |       |  |  |                                                      |  |  |                                              |  |